# George Rogers Clark Memorial Bridge
Die George Rogers Clark Memorial Bridge, früher Louisville Municipal Bridge, ist eine vierspurige Straßenbrücke über den Ohio River zwischen  Louisville in Kentucky und Jeffersonville in Indiana. Die von Modjeski & Masters entworfene Fachwerkbrücke war die erste Straßenverbindung zwischen Kentucky und Indiana in Louisville und ist seit der Eröffnung 1929 Teil des U.S. Highway 31, der Michigan im Norden mit Alabama im Süden verbindet. Sie wird vom Kentucky Transportation Cabinet (KYTC) betrieben und ist benannt nach dem Gründer von Louisville George Rogers Clark. Das Verkehrsaufkommen lag 2018 bei 14.800 Fahrzeugen täglich.
Sowohl aufgrund der Bedeutung für die frühe Entwicklung der State Highways in Kentucky und Indiana, als auch der architektonischen Leistungen des Architekten Paul Philippe Cret, der die Pylone der Zufahrten und das angrenzende Verwaltungsgebäude im Art déco gestaltete, wurde das Bauwerk 1984 als Louisville Municipal Bridge, Pylons and Administration Building ins National Register of Historic Places aufgenommen (NRHP#: 84001578).

## Geschichte

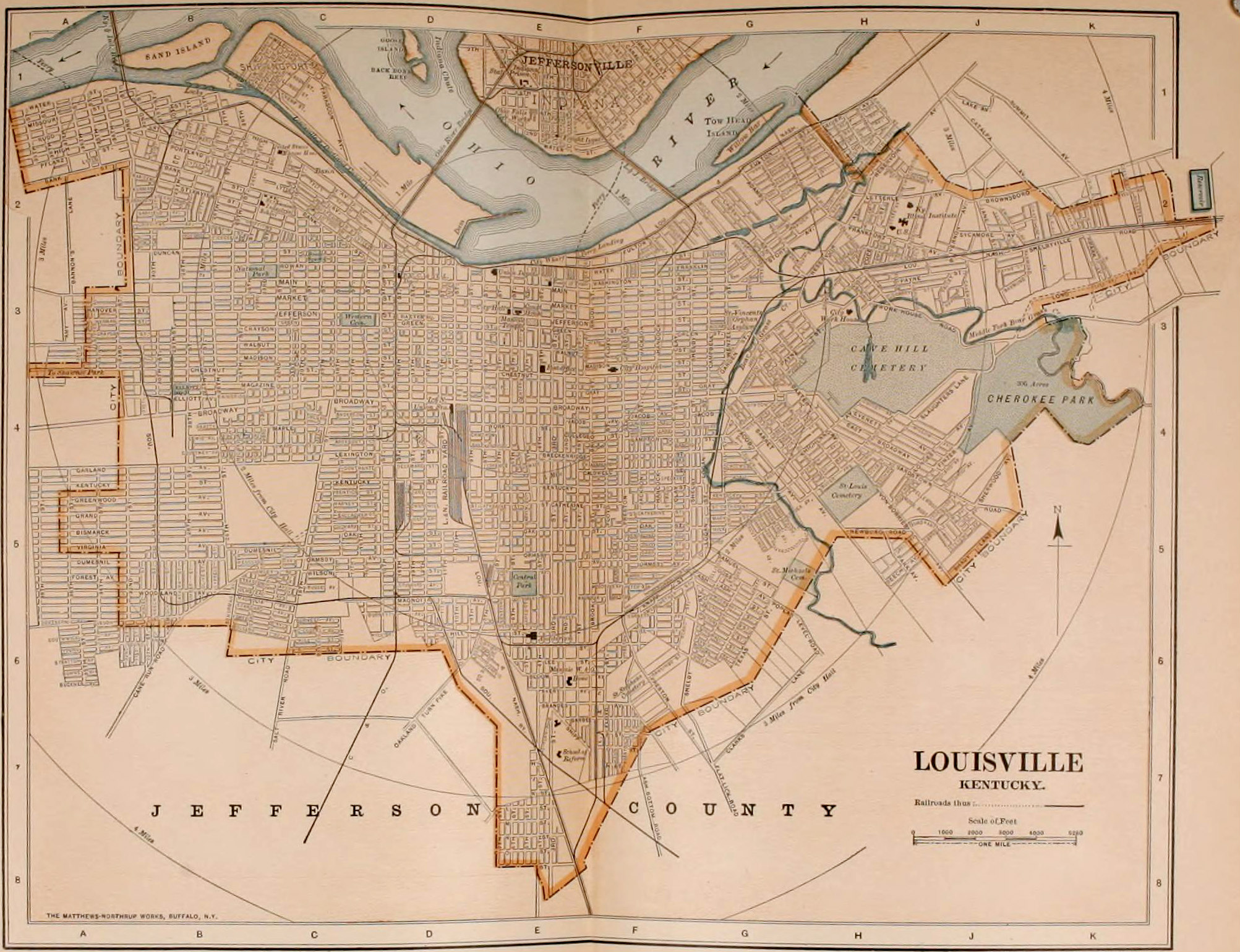
Stadtplan von Louisville aus dem Jahr 1905 mit den drei Eisenbahnbrücken über den Ohio. Oben die Kentucky and Indiana Terminal Bridge von 1886 im Westen, in der Mitte die Fourteenth Street Bridge von 1870 und die Big Four Bridge von 1895, zw. letzteren wurde ab 1928 die Louisville Municipal Bridge errichtet

Der Ohio bildet auf über 1000 km Länge die nördliche Grenze des Bundesstaates Kentucky sowie auch die nördliche Stadtgrenze von Louisville, das sich aus frühen Siedlungen am Südufer der Falls of the Ohio entwickelte. In Richtung Norden bestanden bis ins 19. Jahrhundert nur Fährverbindungen zu den kleineren Städten New Albany, Clarksville und Jeffersonville in Indiana. Die ersten Brücken über den Fluss entstanden nach dem Amerikanischen Bürgerkrieg (1861–1865) durch die sich ausdehnenden Eisenbahngesellschaften in Nordamerika. Die 1870 fertiggestellte Fourteenth Street Bridge nach Clarksville besaß zwar schon schmale Wege für Fußgänger, aber erst die 1886 flussabwärts im Westen errichtete Kentucky & Indiana Terminal Bridge nach New Albany hatte an ihren Außenseiten ausreichend breite Fahrbahnen für Fuhrwerke. Eine weitere Eisenbahnbrücke entstand flussaufwärts 1895 mit der Big Four Bridge nach Jeffersonville.
Mit dem Aufkommen des motorisierten Straßenverkehrs Anfang des 20. Jahrhunderts und dem Aufbau des Fernstraßensystems der U.S. Highways in den 1920er Jahren, entstand der Bedarf nach einer adäquaten Straßenbrücke über den Ohio. Nach der Genehmigung durch das Kentucky General Assembly 1926 setzte die Stadt Louisville zur Umsetzung die Louisville Bridge Commission ein, die wiederum das Ingenieurbüro Modjeski & Masters mit der Konstruktion und der Standortwahl beauftragte. Ralph Modjeski und Frank M. Masters entwarfen in Zusammenarbeit mit dem Architekten Paul Philippe Cret eine 1,75 km lange vierspurige Fachwerkbrücke, die die Second Street in Louisville mit der südlichen Spitze von Jeffersonville verbinden sollte. Die Finanzierung konnte bis Anfang 1928 durch die Ausgabe einer mautfinanzierten Kommunalanleihe (toll revenue bond) gesichert werden. Die Bauarbeiten an den Brückenpfeilern begannen im Juni 1928 durch die Vang Construction Company und die Errichtung des Überbaus erfolgte zwischen Dezember 1928 und Juli 1929 durch die American Bridge Company; die offizielle Eröffnung der Louisville Municipal Bridge fand im Herbst des Jahres statt.
Nach 17 Jahren war die Kommunalanleihe beglichen und die Maut konnte am 1. November 1946 aufgehoben werden. In diesem Zuge ging die Brücke in den Besitz des Bundesstaates Kentucky über, die heute zuständige Behörde ist das Kentucky Transportation Cabinet (KYTC). Zur Entlastung der Brücke wurde flussaufwärts bis 1963 die sechsspurige John F. Kennedy Memorial Bridge errichtet sowie bis 2015 mit der benachbarten Abraham Lincoln Bridge eine weitere sechsspurige Straßenbrücke, wobei beide Brücken heute jeweils sechs Fahrspuren der Interstate 65 führen. Die 1949 in George Rogers Clark Memorial Bridge umbenannte erste Straßenbrücke führt seit ihrer Eröffnung den U.S. Highway 31 über den Ohio, wobei das tägliche Verkehrsaufkommen 2018 bei 14.800 Fahrzeugen lag.

## Beschreibung
Das 1753 m lange Bauwerk gliedert sich in die Hauptbrücke (1140 m) über den Ohio und die sich anschließenden Zufahrten auf der Kentucky- (256 m) und der Indianaseite (357 m). Der jeweilige Anfang der Zufahrten wird von etwa 10 m hohen Pylonen flankiert, die den Schriftzug des entsprechenden Bundesstaates tragen. Neben der ehemaligen Mautstation auf der Indianaseite befindet sich zudem ein zweistöckiges Verwaltungsgebäude, das gleich der Pylone vom Architekten Paul Philippe Cret im Stil des Art déco gestaltet wurde. Die Zufahrten bestehen aus einer Vielzahl von Balkenbrücken mit Steigungen von 2–4 %. Die Hauptbrücke ist als Strebenfachwerk mit Pfosten ausgeführt und besteht aus zwei baugleichen Gerberträgern von jeweils 512 m Länge und einem 114 m langen einfachen Fachwerkträger auf der Indianaseite. Die Gerberträger erstrecken sind spiegelsymmetrisch vom mittleren Strompfeiler in Richtung des jeweiligen Ufers und bilden Spannweiten von etwa 152 m, 250 m und 110 m. Als Teil dieser Bauform einer Auslegerbrücke ist über den beiden größten Öffnungen der Brücke (250 m Spannweite) jeweils ein 114 m langer Einhängeträger zwischen den Auslegern gelenkig montiert. Die Ausleger zum mittleren und zu den äußeren Pfeilern bilden die anderen Brückenfelder, wobei der mittlere Strompfeiler die Auflager beider Stahlkonstruktionen trägt und sich die Gesamtlänge der Hauptbrücke dadurch um deren Abstand (1,4 m) verlängert; gleiches gilt in etwa für den Übergang vom Gerberträger zum Einfeldträger auf der Indianaseite.

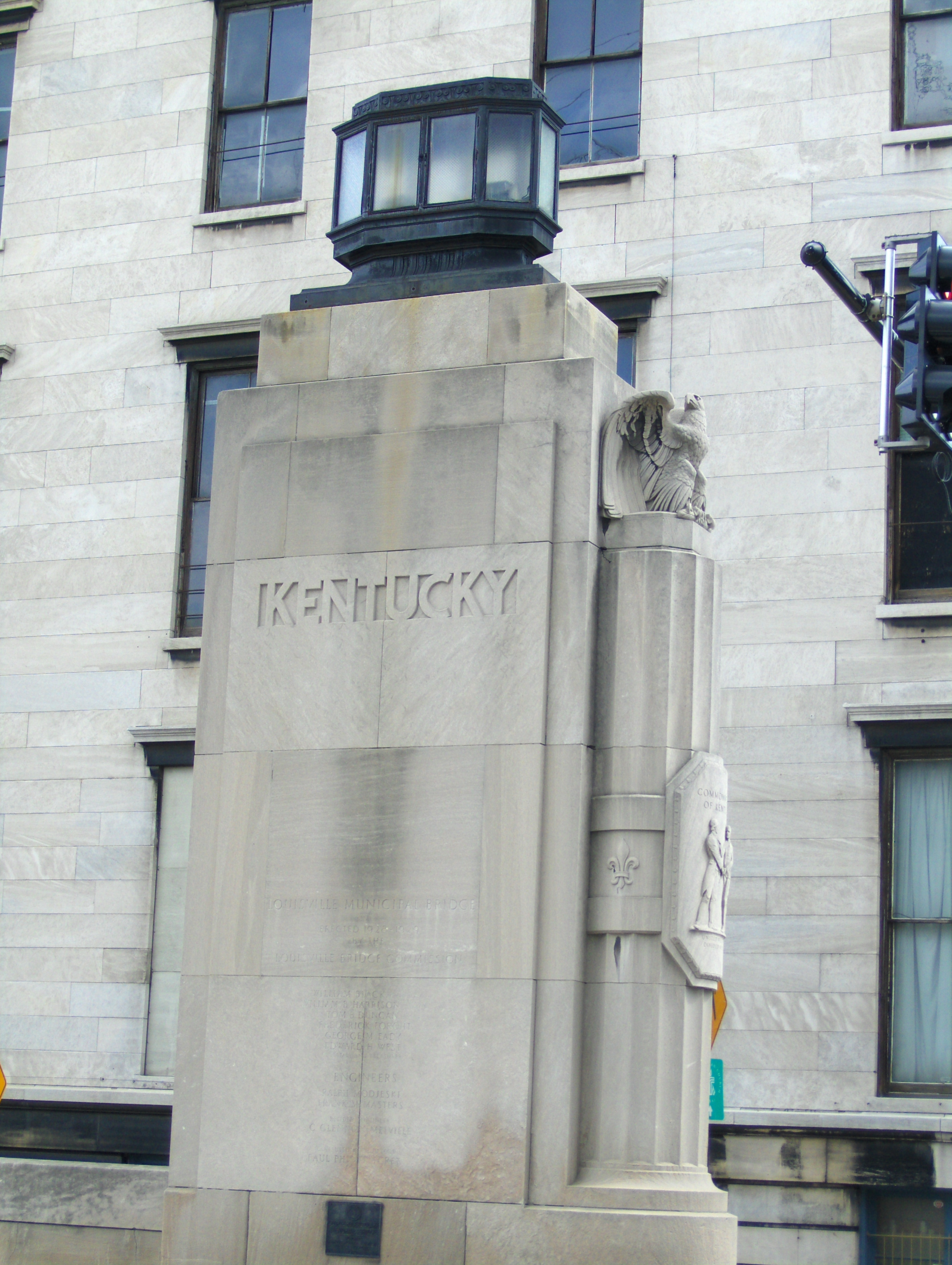
Pylon an der Kentucky-Zufahrt
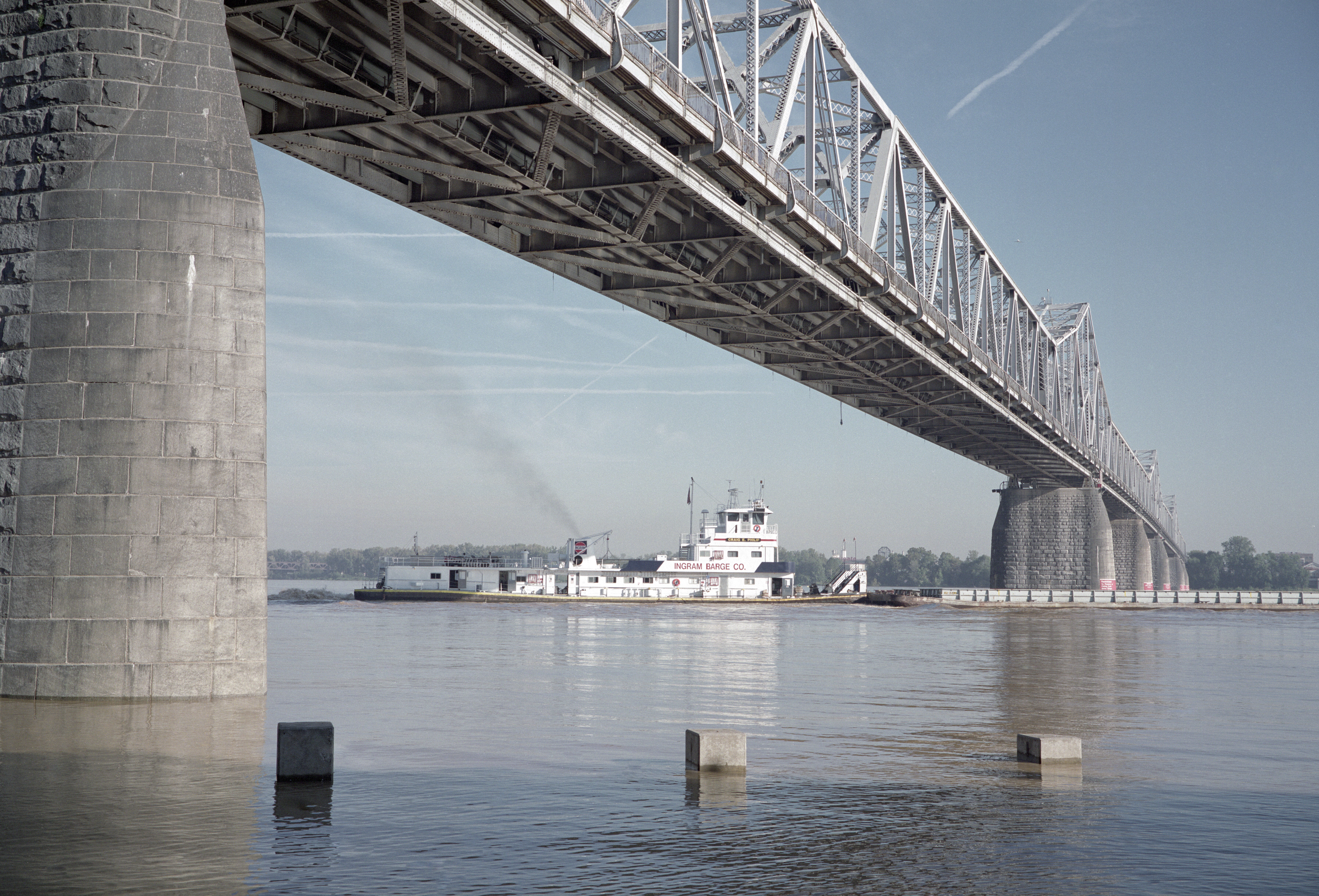
Eine der beiden größten Öffnungen der Brücke (Spannweite 250 Meter) unter einem der Einhängeträger
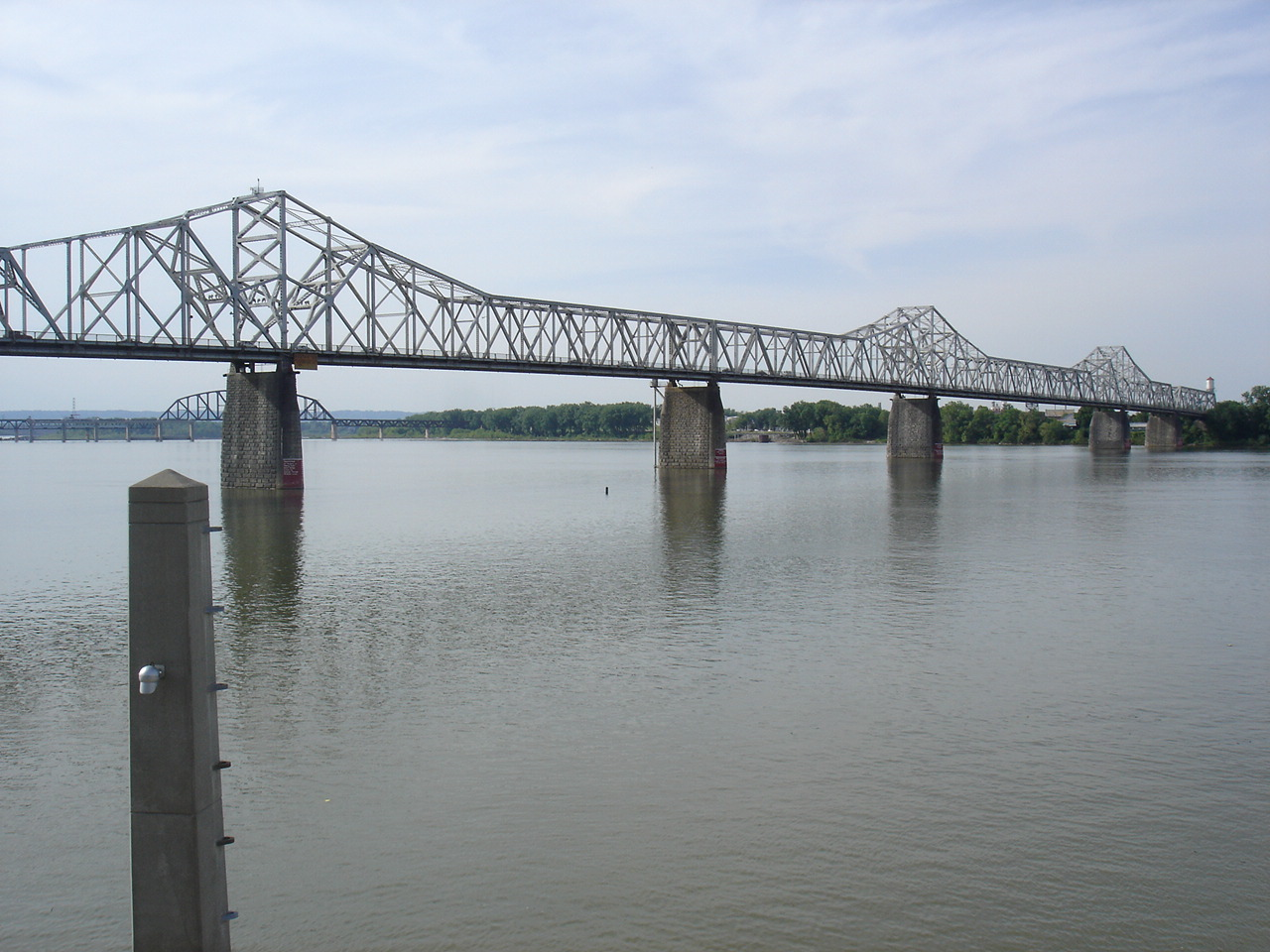
Verbindungsstelle der zwei Gerberträger über dem mittleren Strompfeiler
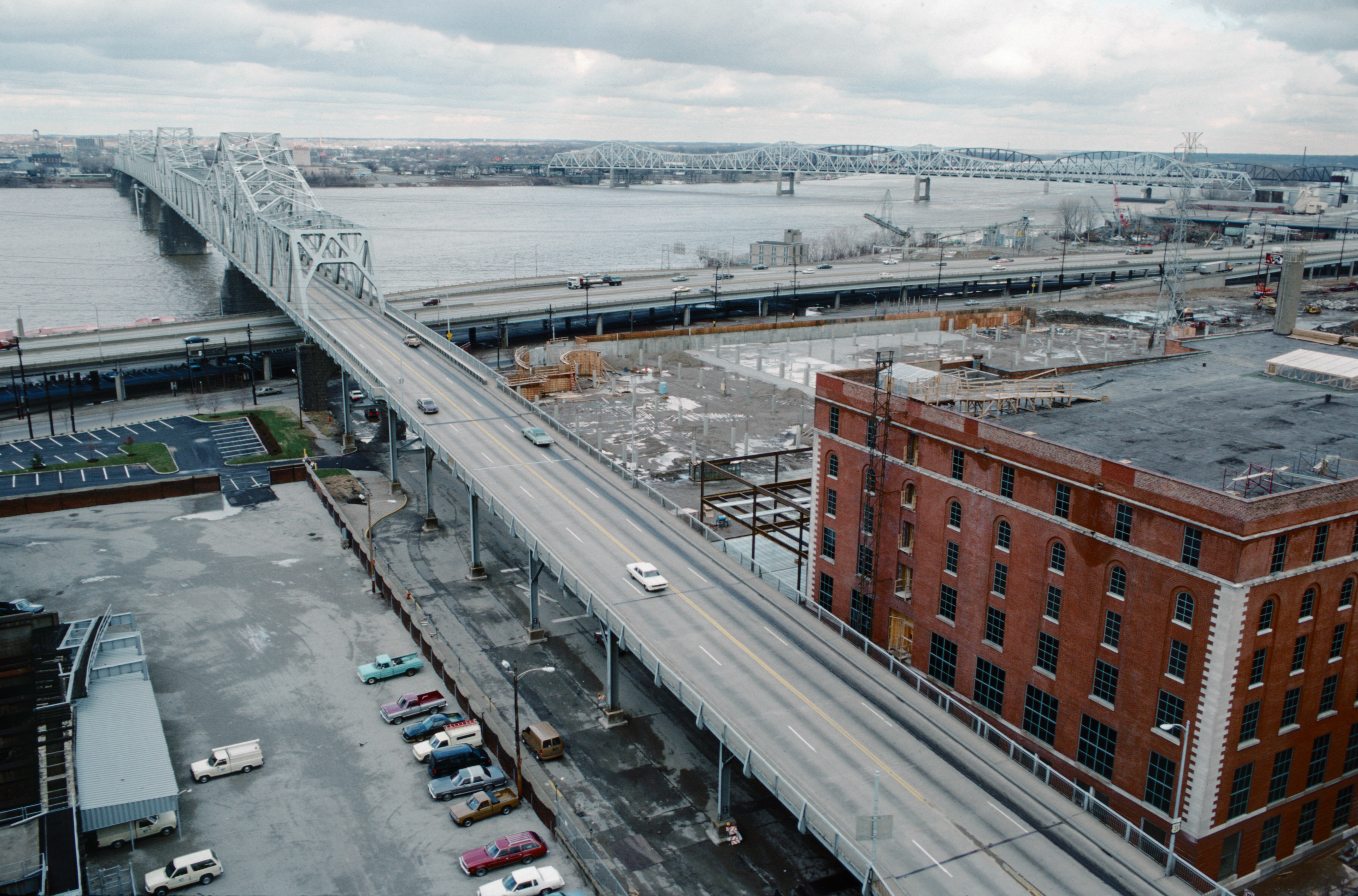
Zufahrt zur Brücke auf der Louisville-Seite
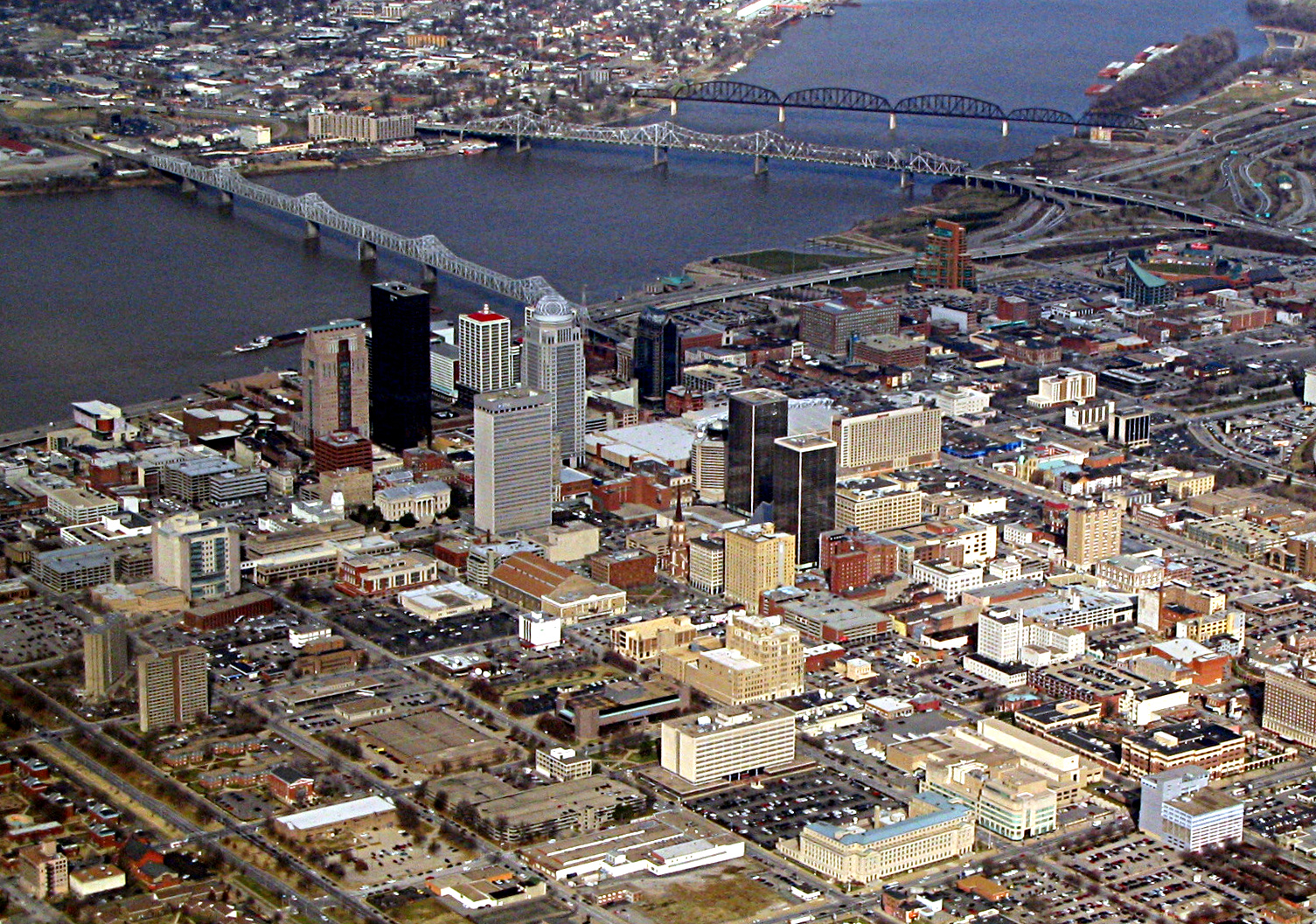
Die George Rogers Clark Memorial Bridge und rechts die flussauf folgenden Brücken 2006
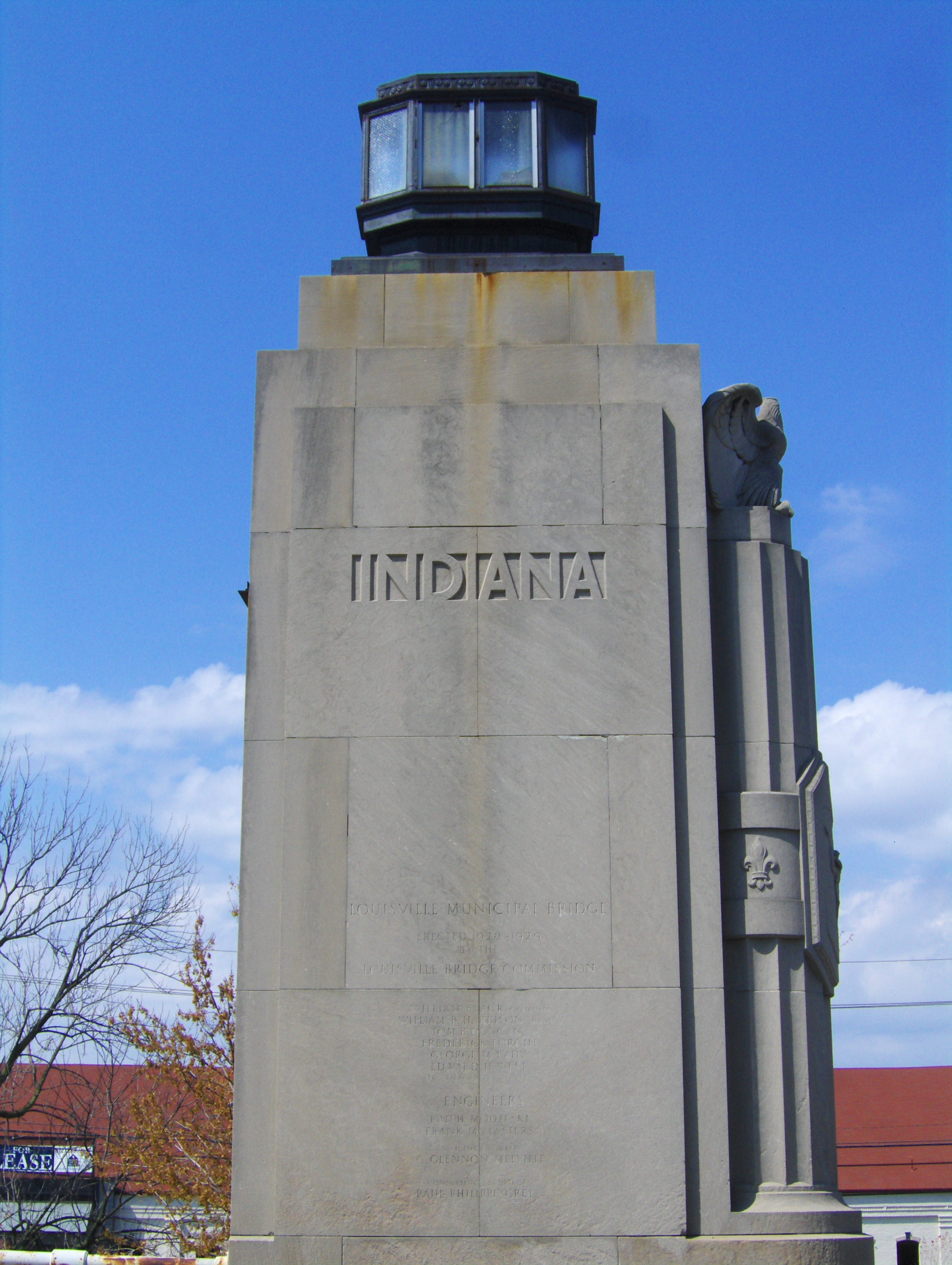
Pylon an der Indiana-Zufahrt

Der Überbau der Hauptbrücke ruht auf acht Brückenpfeilern, die mittels Senkkästen (mit Grundflächen von bis zu 24 m × 9 m) größtenteils bis auf das Grundgestein des Flussbettes abgesenkt wurden (maximale Tiefe 20 m). Da die Gesteinsschicht am Kentucky-Ufer stark abfällt, ruht der erste Pfeiler, der nicht im Flussbett steht, hier in einer Tiefe von etwa 12 m auf einer Schicht aus Sand und Kies. Die Pfeiler sind aus Sandstein gemauert und besitzen einen Betonkern, wobei die Kantensteine der Strompfeiler als Schutz vor Eisgang größtenteils aus Granit gefertigt sind. Die Strompfeiler ragen bei normalem Wasserstand etwa 19 m empor, die lichte Höhe unterhalb des Überbaus beträgt 22 m. Die Zufahrten werden vorwiegend von Stahlmasten getragen, deren Sandsteinsockel durch Beton-Pfahlgründung im Boden verankert sind.